# Cryptophagus lemonchei
Cryptophagus lemonchei es un insecto coleóptero de la familia Cryptophagidae. Presenta estrecha relación con Cryptophagus schmidti Sturm, 1845.

## Historia
Descubierta por la entomóloga Begoña Lemonche y descrita como nueva especie (n.sp.) por el Dr. José Carlos Otero y M. A. González de la Universidad de Santiago de Compostela (España), en las Actas do II Congresso Ibérico de Entomología, celebrado en Lisboa (Portugal) en junio de 1985, estudiando ejemplares procedentes de Puebla de Lillo, León (España).
Especie dedicada a la entomóloga Begoña Lemonche de la Universidad de León (España), la autora del descubrimiento.

## Descripción
Longitud: 2,5 a 2,8 mm. Color amarillo testáceo. Ojos normales, con facetas de tamaño superior a los puntos de la cabeza. Antenas no alcanzando el borde posterior del pronoto. Primer artejo grueso; el segundo más delgado y un poco más corto que el tercero; el cuarto, sexto, séptimo y octavo casi iguales y más cortos y delgados que el segundo; el quinto ligeramente más largo que el cuarto. Los tres últimos mucho mayores, forman una maza prolongada, el noveno un poco más estrecho que el décimo; el último ligeramente más estrecho que el precedente y doble de largo. Este último tiene forma triangular con el ápice redondeado. Puntos de la cabeza bien impresos y separados por una distancia igual a su diámetro. Pubescencia simple.
Pronoto moderadamente convexo, poco transverso (R.D.= 1,5), más estrecho que la base de los élitros, con los lados regularmente curvados hasta el último tercio, en el que se produce una fuerte escotadura. Lados del pronoto con una callosidad grande (aproximadamente 1/5 de la longitud del lado) con el borde débil. Diente lateral situado en el medio del borde lateral del pronoto. Puntuación fuerte; los puntos separados por una distancia ligeramente superior a su diámetro. Pilosidad simple.
Élitros delimitando un contorno ovoide. Pubescencia simple. Puntos separados por una distancia mayor que su diámetro. Alas ausentes.
Edeago con una estructura finamente granular en el saco prepucial. Orificio endofálico no visible. Parámeros mucho más largos que anchos. Parte apical con dos largas sedas. Lado interno del parámero recto hasta su mitad en que se vuelve ligera y regularmente convexo. Abundantes poros con y sin sedas dispuestos ambos en la mitad basal del parámero.

### Diagnóstico diferencial
| Caracteres | C. lemonchei Otero & González, 1985 | C. schmidti Sturm, 1845 |
| ---------- | --- | --- |
| LONGITUD   | 2,5 a 2,8 mm | 2,6 a 3,3 mm |
| OJOS       | Normales, con facetas de talla superior a los puntos de la cabeza. | Las facetas oculares son de mayor tamaño, así como los ojos.                                                                                       |
| ANTENAS    | No alcanzan el borde posterior del pronoto. | Antenas de mayor longitud. Artejos antenales de tamaño superior, a excepción del segundo que es aproximadamente de igual tamaño en ambas especies. |
| PRONOTO    | Callosidad anterior grande, con el borde débil y prolongada posteriormente en una uña. Fuertemente escotado cerca de los ángulos posteriores. Moderadamente transverso.                                                     | Callosidad pequeña, en ángulo obtuso, apenas saliente hacia atrás. Borde sinuado en la proximidad de los ángulos posteriores. Poco transverso.     |
| PILOSIDAD  | Simple | Doble |
| ABDOMEN    | Forma ovoide. | Élitros con los bordes más paralelos. |
| ALAS       | Ausentes. | Presentes. |
| EDEAGO     | Saco prepucial bien marcado, sobre todo en su porción apical, en donde parece formar una caperuza, al estilo de las especies del "grupo dentatus", aunque sin llegar a formar tal carácter. Orificio endofálico no visible. | Saco prepucial bien marcado pero más estrecho. Orificio endofálico bien visible.                                                                   |
| PARÁMEROS  | Poros con sedas concentrados en la mitad basal. | Poros con sedas dispuestos casi uniformemente a lo largo del parámero.                                                                             |